# Любарка (Житомирская область)
Лю́барка (укр. Любарка) — село на Украине, находится в Народичском районе Житомирской области. Стоит на реке Лозница.
Код КОАТУУ — 1823755108. Население по переписи 2001 года составляет 14 человек. Почтовый индекс — 11442. Телефонный код — 4140. Занимает площадь 1,557 км².

## Адрес местного совета
11400, Житомирская обл., Народичский р-н, пгт Народичи, ул. Ленина, 175.